# Герман Сръбски
Герман Сръбски (на сръбски: Патријарх српски Герман) е патриарх на Сръбската православна църква в периода 1958-1990 година. Пълната му титла е Негово светейшество архиепископ Печки, митрополит Белградско-карловски, патриарх Сръбски.

## Биография
Роден е на 19 август 1899 като Хранислав Джорич (на сръбски: Хранислав Ђорић) в село Йошаничка баня, Рашки окръг. Основното си образование завършва във Велика Дренова и Крушевац, а начално богословие — в Белград и Сремски Карловци през 1921 година. Известно време следва право в Париж, а след това в Богословски факултет към Белградския университет през 1942 година.
В чин дякон (от женения клир) е ръкоположен от Жичкия епископ Ефрем, който го назначава за писар към Духовния съд в Чачак. Преподава вероучение в гимназията в Чачак. Поради здравословни проблеми напуска църковно-административната служба, след което е ръкоположен в чин презвитер през 1927 година. След избирането на патриарх Гавриил през 1938 е назначен за писар към Синода на Сръбската православна църква. Впоследствие е избран за викариен епископ с титлата Моравишки. За целта е замонашен в манастира Студеница от Шумадийския епископ Валериан, който му дава монашеското име Герман. Хиротинисан е за архиерей на 15 юли 1951 година от сръбския патриарх Викентий.
Новоизбраният епископ Герман изпълнява и длъжността на главен секретар на Светия синод, която върши до 1956 година. На заседание на Светия синод на СПЦ през 1952 година е избран за Будимски епископ. Същевременно е уредник на вестник „Гласник“ — официалното издание на Сръбската православна църква. След смъртта на Жичкия епископ през 1956 Герман е избран за Жички епископ, на който пост е до 13 септември 1958 година, когато след смъртта на патриарх Викентий Сръбски наследява овдовелия сръбски патриаршески трон.

### Сръбски патриарх
От 1958 до 1990 в продължение на 32 години е начело на Сръбската православна църква. По негово време се появява разкол в епархиите на Сръбската православна църква в Америка, който междувременно е преодолян и до разкола във Вардарска Македония, който продължава. Една от неговите най-големи заслуги е, че след десетилетия на неуспешни опити, най-накрая през 1984 успява да издейства от властите разрешение за началото на изграждането на катедралния храм „Свети Сава“ в столицата Белград.
Заради близките си отношения с комунистическия режим е бил наричан червения патриарх.. По времето на неговото управление е променен начинът, по който се избира патриархът на СПЦ и е въведен така нареченият апостолски принцип, според който епископите на Църковно-изборния събор избират трима кандидати, от които чрез жребий се изтегля името на новия патриарх.
През 1989 година патриарх Герман получава счупване на бедрена кост, поради което здравословното му състояние се влошава и патриархът не може да изпълнява патриаршеските си задължения. След консултации със специалисти от Военномедицинската академия в Белград Светия синод насрочва избор за нов патриарх в края на 1990 година. Патриарх Герман умира на 27 август 1991 и е погребан в църквата „Свети Марко“ в Белград.